# KamaSutrA Erotic Festival
Het KamaSutrA Erotic Festival (vanaf september 2016 de opvolger van de Kamasutrabeurs) is een festival op het gebied van erotiek en lifestyle. Het wordt halfjaarlijks georganiseerd gedurende twee weekends van donderdag tot zondag in de Jaarbeurs in Utrecht. De activiteit is toegankelijk voor personen vanaf 18 jaar. 
De eerste editie van de Kamasutrabeurs vond plaats in 1999, eerst in verschillende plaatsen, later, onder meer wegens minder strenge gemeentelijke regels dan in sommige andere gemeenten, steeds in Utrecht. Omdat erotiekbeleving voor veel festivalgangers vooral een online aangelegenheid is geworden, was men na september 2017 gestopt, maar sinds 2019 is de beurs er weer.